# African School of Economics
L'african school of economics est une université privée dont le siège est à Abomey-Calavi dans le département de l'Atlantique au Bénin.

## Histoire
L'african school of economics (ASE) est expansion de l'Institut de recherche empirique en économie politique fondé en 2014 par Leonard Wantchekon. Depuis 2016, elle propose quatre programmes d'études supérieures au niveau du master : Master en mathématiques, économie et statistiques (MMES), Master en administration des affaires, Master en administration publique  et Master en économie du développement. L'ASE propose également un programme de doctorat en économie et deux programmes de certificat, l'évaluation d'impact et le financement quantitatif.
Depuis sa création, l'Institut a élargi ses activités pour inclure un Master d'économie publique et de statistiques appliquées (MEPSA). Le programme MEPSA est accrédité par le ministère de l'éducation du Bénin,.

## Objectif
Selon son fondateur, l'ASE vise à répondre au besoin urgent d'une institution académique capable de générer le capital humain nécessaire en Afrique. Son but est de fournir les capacités techniques qui permettront à davantage d'Africains d'être embauchés à des postes de direction dans les agences de développement et les sociétés multinationales opérant sur le continent,.